# 보디 에일리언
《보디 에일리언》(영어: Body Snatchers)은 1993년 제작된 미국의 SF 공포 영화로, 에이블 페라라가 감독을 맡았다. 잭 피니의 동명 소설을 세 번째로 영화화한 작품이다.

## 줄거리
환경보호청 조사관 스티브는 외딴 군 기지에 파견돼 주변 환경을 조사하는 일을 맡게 되자 가족들을 함께 데려온다. 기지 사람들 행동이 이상해지자 스티브의 10대 딸 마티는 사람들이 식물형 외계 생명에게 대체되고 있다고 확신하게 된다.

## 출연
- 개브리엘 앤워 - 마티 멀론 역
- 테리 키니 - 스티브 멀론 역
- 빌리 워스 - 팀 영 역
- 메그 틸리 - 캐럴 멀론 역
- 라일리 머피 - 앤디 멀론 역
- 크리스틴 엘리스 - 젠 플랫 역
- R. 리 어미 - 플랫 장군 역
- 포리스트 휘터커 - 군의관 매슈 콜린스 소령 역
- 토니아 스튜어트 - 피츠패트릭 부인 역

## 우리말 녹음
KBS 성우진 (1999년 1월 30일)
- 오세홍 - 스티브 (테리 키니)
- 김수경 - 마티 (개브리엘 앤워)
- 정미숙 - 앤디 (라일리 머피)
- 이규화 - 팀 (빌리 워스)
- 문관일 - 콜린스 소령 (포리스트 휘터커)
- 이근욱 - 플랫 장군 (R. 리 어미)
- 조달호

## 같이 보기
- 신체 강탈자의 침입 (1956)
- 우주의 침입자 (1978)